# Elisabeta Anghel
Elisabeta Anghel (n. 21 octombrie 1967, București, România) este o fostă atletă română, specializată în probele de heptatlon și 100 m garduri.

## Carieră
Sportiva a participat la Campionatul European de Juniori din 1985 de la Cottbus în proba de heptatlon. La finala C de Cupa Europei la probe combinate din 1989 a ocupat locul 2 în urma compatrioatei Liliana Năstase. La Campionatele Naționale din 1990 a cucerit titlul la 100 m garduri.
În 1991 ea s-a clasat pe locul 8 la Cupa Europei la probe combinate Liga I. În același an a participat la Universiada. La Sheffield a ocupat locul 13 la heptatlon, la 100 m garduri nu a reușit să se califice în finală.
În 1995 Elisabeta Anghel a participat la Universiada de la Buffalo și în anul următor a participat la Jocurile Olimpice de la Atlanta dar nu a ajuns în nicio finală.

## Realizări
| An   | Competiție                               | Locație                      | Loc   | Eveniment     | Note  |
| ---- | ---------------------------------------- | ---------------------------- | ----- | ------------- | ----- |
| 1985 | Campionatul European de Juniori (sub 20) | Cottbus, RDG                 | –     | heptatlon     | NT    |
| 1989 | Cupa Europei la probe combinate Finala C | Viena, Austria               | 2     | heptatlon     | 6012  |
| 1991 | Cupa Europei la probe combinate Liga I   | Stoke-on-Trent, Regatul Unit | 8     | heptatlon     | 5631  |
| 1991 | Universiada                              | Sheffield, Regatul Unit      | 13    | heptatlon     | 5610  |
| 1991 | Universiada                              | Sheffield, Regatul Unit      | –     | 100 m garduri | NT    |
| 1993 | Universiada                              | Buffalo, Statele Unite       | 6 (h) | 100 m garduri | 13,80 |
| 1996 | Jocurile Olimpice                        | Atlanta, Statele Unite       | –     | 100 m garduri | NT    |

## Recorduri personale
| Probă         | Performanță | Dată          | Locație   |
| ------------- | ----------- | ------------- | --------- |
| 100 m garduri | 12,91       | 1996          |           |
| Heptatlon     | 6012        | 16 iulie 1989 | Viena     |
| Heptatlon     | 6361*       | 4 iunie 1989  | București |

* Nu a fost omologat.